# Hundhajar
Hundhajar (Triakidae) är en familj av hajar. Hundhajar ingår i ordningen gråhajartade hajar, klassen hajar och rockor, fylumet ryggsträngsdjur och riket djur. Enligt Catalogue of Life omfattar familjen Triakidae 45 arter.
Jämförd med andra hajar är arterna små till medelstora. Typisk är ovala ögon som ligger horisontala. Arterna har två ryggfenor och den första ligger tydlig längre bak än bröstfenorna. I ryggfenorna och analfenan saknas taggstrålar. Ett annat kännetecken är stora tänder. Den maximala längden ligger vis 170 cm.
Familjens medlemmar förekommer i alla varma och tempererade hav. De vistas nära havets botten eller i mitten mellan botten och ytan. Födan utgörs av olika fiskar och ryggradslösa djur. Honor lägger inga ägg utan föder levande ungar. Exemplaren dyker beroende på art till ett djup av 2000 meter.
Några arter fiskas som matfiskar.
Släkten enligt Catalogue of Life och Dyntaxa:
- Furgaleus
- Galeorhinus
- Gogolia
- Hemitriakis
- Hypogaleus
- Iago
- Mustelus
- Scylliogaleus
- Triakis